# 上海妖魔鬼怪
『上海妖魔鬼怪』（シャンハイようまきかい）は、荒川弘による日本の漫画作品。2000年から不定期に『月刊少年ガンガン』『ガンガンWING』（いずれもスクウェア・エニックス）などに単発の読切作品として掲載されている。

## 概要
本作の第1話は、作者の代表作である『鋼の錬金術師』の連載が始まる前、『月刊少年ガンガン』2000年5月号に読み切り作品として掲載された。その後、『鋼の錬金術師』連載開始後に第2話が『ガンガンWING』2002年12月号に、第3話が『月刊少年ガンガン』2006年4月号・5月号（前後編構成）に掲載された。
2006年よりフロンティアワークスからドラマCDが発売され、2007年にはドラマCDの第2弾が発売された。

## あらすじ
西暦2050年。魔都上海には妖魔がのさばり、妖魔が引き起こすさまざまな事件、犯罪が後を絶たなかった。しかし政府の手にも負えなくなったそれら妖魔の退治を請け負う専門の大同集団、「妖道士社」が存在した。

## 登場人物
併記されている声優はドラマCD版。
ジャック（声優：松本保典）
妖道士社に勤める男性。年齢は不明。クラシックを愛する人物で、マイカーはガソリンを使う。実力はあるが毎度毎度損害請求の書類の山を築くので薄給。退魔弾と呼ばれる妖怪用の特殊弾の装填された拳銃で闘う（ただし予算の都合で通常装備で戦わされることも）。
かつて切り裂きジャックと呼ばれたあらゆる物を切り裂く左手を持った妖怪で、人間世界で暴れまわっていたが、1888年ロンドンで九尾社長にボコボコされた後、色々あって現在の性格となる（昔は目つきも悪かった）。呼び名の元となった左手の鋭利な爪は妖怪や金属もたやすく切断する強力な武器だが普段は使わない。ただしここ一番の時は使う。本人は切り裂きジャックという呼び名をあまり好きではない。
外見は作者の代表作・『鋼の錬金術師』に登場するジャン・ハボックのモデルである。(声優も同じ)
ヤン（声優：斎藤千和）
ジャックと行動を共にする女の子。年齢は不明。いつもお気楽でジャックのツッコミ役。戦闘には参加せず、ジャックの補佐が主な仕事。
正体は百目鬼。体中に無数の目玉があるが、普段は閉じている。目を開くと遠く離れた建物内などを把握することが出来る。
九尾社長（くおしゃちょう）（声優：榊原良子）
妖道士社の社長。ジャックとヤンの実力は評価しているが、毎度毎度書類の山を築く2人に苦労させられている。
彼女も妖怪であり、名前が「九尾」であり、かつてジャックをボコボコにした際に9つの尾を出していたことや（コマの下に「NINE TAILS」と書かれている）、読み切り第2弾にて関聖帝君に「金毛九尾の…」と呼ばれていることから、九尾の狐に関係しているものと思われる。また読み切り第1弾に出てきた吸血鬼を「たかだが5、600歳のケツの青い小僧」と言ったことから、かなりの年齢であることが分かる。現場にはあまり出ないが、彼女の実力は社内で最強。
ジャック同様、外見は作者の代表作である『鋼の錬金術師』に登場するラストのモデルである。
スーアン（声優：南央美）
妖道士社に憧れている少年。主要人物の中では数少ない人間。
以前ジャックとヤンの活躍を垣間見て妖道士社に憧れるようになり、妖道士社に入りたいと頼むが、九尾社長に「憧れて現場に立てるほど甘くない」といわれ、一時諦める。しかしその後吸血鬼退治の仕事に向かったジャックとヤンの後をつけ、2人が妖怪であること、上海の人口の数パーセントが人外の者であることを知ってしまう。人間社会で平穏に暮らしたいと願う人外の者達の手助けと、人間社会の乱そうとする人外の者達の退治をこなす妖道士社の姿を知り、今度こそ諦めるが、九尾社長に「事務の机なら一つ空いている」と言われ、念願の妖道士社に入ることができた。ちなみに彼の入社祝いはケンタッキー。
しかしジャック達は任務の度に依頼場所に甚大な被害を負わせるため、始末書を書かされるという日々に追われ長期休暇を取るほど追い詰められてしまったことがある。

## メディア
ドラマCD
- ドラマCD 上海妖魔鬼怪

2006年3月24日発売
- ドラマCD 上海妖魔鬼怪 序乃章

2007年4月4日発売